# Determinativ
Ein Determinativ (von lateinisch determinativum, von determinare „abgrenzen“, „bestimmen“) ist in antiken Schriftsystemen (ägyptische Hieroglyphen, Keilschrift und anderen) ein stummes Zusatz- oder Deutzeichen, das der Kennzeichnung einer Begriffsklasse (etwa Götternamen, Städte, Flüsse) dient. Es kann auch zur Unterscheidung von Homonymen eingesetzt werden. Determinative stehen in der Keilschrift meist am Wortanfang, bei den Hieroglyphen meist am Wortende.

## Determinative in der sumerischen und akkadischen Keilschrift
Die Determinative stehen meistens vor, in einigen Fällen auch nach dem Zeichen, auf das sie sich beziehen und es damit erklären bzw. die Bedeutung (Lesung) ändern.
Es handelt sich dabei um Zeichen wie zum Beispiel

𒄑  (giš, vorgestellt?, sumerisch für Holz), 𒆠  (ki, nachgestellt, sumerisch für Land) oder einen Namenskeil, der zur Verdeutlichung vor Personennamen steht.
Determinative können bedeutungsentscheidend sein, insbesondere da ein Zeichen mehrere Lesungen haben kann, zum Beispiel hat das Zeichen 𒉺  
die Lesung ugula (Aufseher) und, nach dem Determinativ 𒄑  (giš, sumerisch für Holz), die Lesung ĝidru (Stab). 𒄑𒉺  bedeutet dann also giš ĝidru (Holz Stab) und nicht giš ugula (Holz Aufseher).

## Determinative in der ägyptischen Schrift
Determinative, modern auch als Klassifikatoren (Orly Goldwasser) bezeichnet, werden hinter das betreffende Wort geschrieben und dienen vorrangig der Unterscheidung von Wörtern mit gleichem Konsonantenbestand, da die Hieroglyphenschrift die Vokale nicht wiedergibt. Dadurch ergaben sich viele Wörter unterschiedlicher Bedeutung, die gleich geschrieben wurden, da sie den gleichen Konsonantenbestand hatten. Das Determinativ verkörperte ursprünglich als ein bildhaft vereinigendes Schriftzeichen die ihm zugrunde liegenden Phonogramme. Erst später sollten die Determinative mit anderen allgemeinen Begriffen verbunden werden.
So wurden den meisten Wörtern sogenannte Determinative (auch Klassifikatoren oder Deutzeichen) zugesetzt, die die Bedeutung näher erklären. Die Hieroglyphe „Haus“ bedeutet mit dem Konsonantenbestand pr ohne Determinativ das Wort „Haus“ (ägyptisch pr(w)), mit zwei laufenden Beinen als Determinativ bedeutet es „herausgehen“ (ägyptisch pr(j)). Auch Namen wurden determiniert, ebenso manche Pronomina. Königs- oder Götternamen wurden durch die Kartusche, eine Schleife um das Wort, hervorgehoben.
Durch ihre Stellung hinter dem betreffenden Wort dienen Determinative gleichzeitig als Worttrenner.
Sie weisen z. B. darauf hin, ob ein Ding aus Holz, Ton oder Stoff besteht, ob eine Handlung gut oder böse ist. Ein Determinativ steht jedoch ab und zu auch für mehrere Eigenschaften. Das Determinativ für „Frau“ steht zum Beispiel hinter:
- Frauennamen,
- Frauenberufen,
- weiblichen Verwandtschaftsbezeichnungen usw.

Beispiele für hinsichtlich des Konsonantenbestandes (wn: /w/+/n/) homophone Wörter mit verschiedenen Klassifikatoren sind:
| wn · n | O31 |

| wn · n | O31 |

| wn · n | D54 |

| wn · n | D54 |

| wn · n | G37 |

| wn · n | G37 |

| wn · n | D3 |

| wn · n | D3 |

| wn · n | N8 |

| wn · n | N8 |

In der gesprochenen Sprache waren diese Wörter nicht homophon; sie unterschieden sich hinsichtlich ihres Vokalstandes.
Im hieratischen Schriftsystem stellt das Determinativsystem eine nicht erweiterbare Menge an Klassen dar. Im Hieroglyphisch-Ägyptischen konnten Schreiber neue Determinative kreieren, die aufgrund der Bildlichkeit der Hieroglyphen auch der uneingeweihte Leser im Idealfall verstehen konnte. Von dieser Möglichkeit wurde in klassischer Zeit (3. und 2. Jh. v. Chr.) nur sehr selten, in griechisch-römischer Zeit dagegen häufig Gebrauch gemacht.

## Determinative in der Maya-Schrift
Die Maya-Schrift kennt einige wenige Determinative. Das wichtigste ist die Tageszeichenkartusche. Wird ein anderes Zeichen mit ihr kombiniert, so verändert es seine Lesung und gibt ein Tageszeichen des Ritualkalenders wieder.